# Black Bart (catcheur)
Pour les articles homonymes, voir Black Bart et Harris.
 (janvier 2025).
Si vous disposez d'ouvrages ou d'articles de référence ou si vous connaissez des sites web de qualité traitant du thème abordé ici, merci de compléter l'article en donnant les références utiles à sa vérifiabilité et en les liant à la section « Notes et références ».
 (janvier 2025).
Richard Harris, plus connu sous le  nom de ring Black Bart, né le 30 janvier 1948 à Texarkana (Arkansas) et mort le 9 janvier 2025, est un lutteur professionnel américain.

## Biographie
Rick Harris a commencé sa carrière de lutteur en 1975. Il était connu sous différents pseudonymes tels que « Man Mountain Harris », « Hangman Harris » et « Hangman Ricky Harris ».
En 1981, Harris a participé en tant que lutteur préliminaire au programme « Mid-Atlantic Championship Wrestling » de Jim Crockett Promotions sous le nom de « Ricky Harris ».
De janvier à mai 1982, Harris a lutté pour la Georgia Championship Wrestling.
De mai à octobre 1982, il a lutté pour la Mid South Wrestling. Durant la phase « Hangman » de Rick Harris, il a travaillé pour Bill Watts.